# Мікі Цубакі
Цубакі Мікі (1 червня 2003 , Хакуба, Префектура Наґано ) — японська сноубордистка, чемпіонка світу.

## Олімпійські ігри
| Рік  | Місто        | ПГС |
| ---- | ------------ | --- |
| 2022 | Пекін, Китай | 9   |

## Чемпіонат світу
| Рік  | Місто             | ПС | ПГС |
| ---- | ----------------- | -- | --- |
| 2021 | Рогла, Словенія   | 11 | 20  |
| 2023 | Бакуріані, Грузія |    | 1   |

## Кубок світу
3 подіуми
- — 1
- — 2

| Сезон     | Дата            | Місце проведення    | Дисципліна                     | Місце |
| --------- | --------------- | ------------------- | ------------------------------ | ----- |
| 2021–2022 | 12 грудня 2021  | Банне, Росія        | паралельний слалом             | 2     |
| 2021–2022 | 12 березня 2022 | П'янкавалло, Італія | паралельний слалом             | 1     |
| 2021–2022 | 16 березня 2022 | Рогла, Словенія     | паралельний гігантський слалом | 2     |

Оновлення 19 лютого 2023.